# Indre Herøy kyrkje

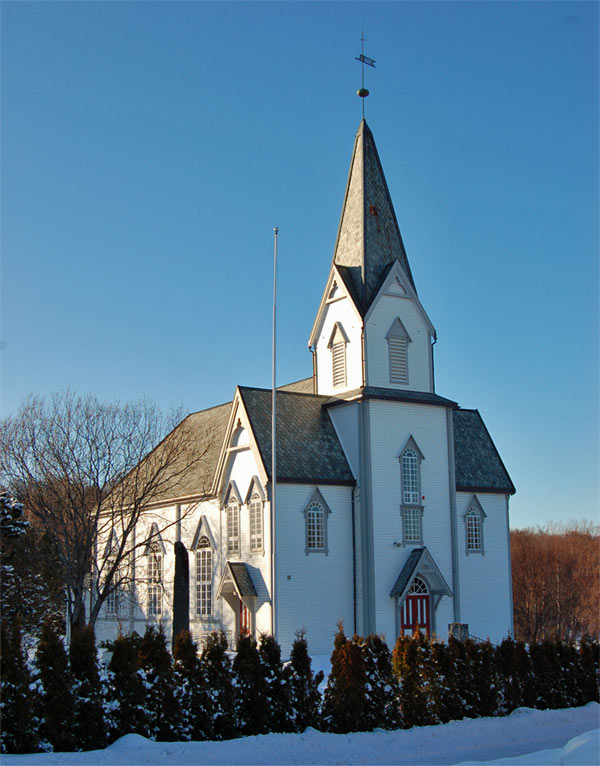
Indre Herøy kyrkje

Die Indre Herøy kyrkje ist eine Kirche in der westnorwegischen Gemeinde Herøy bei Stoksund im Fylke Møre og Romsdal.
Die im Jahr 1916 komplett aus Holz gebaute Kirche bietet Platz für 375 Personen. Die Indre Herøy kyrkje gehört zur Norwegischen Kirche wie auch die zur gleichen Pfarrei gehörende Herøy kyrkje bei Fosnavåg und die Leikanger kyrkje bei Leikong.